# Oakland (Oklahoma)
Oakland – miasto w Stanach Zjednoczonych, w stanie Oklahoma, w hrabstwie Marshall.